# Synagoga Majera Palucha w Łodzi
Synagoga Majera Palucha w Łodzi – prywatny dom modlitwy znajdujący się w Łodzi przy ulicy Promenadnej 34.
Synagoga została zbudowana w 1903 roku z inicjatywy Majera Palucha. Mogła ona pomieścić 30 osób. Podczas II wojny światowej hitlerowcy ją zdewastowali.